# Mamestra lamptera
Mamestra lamptera là một loài bướm đêm trong họ Noctuidae.